# 総合判断
総合判断（そうごうはんだん）は、イマヌエル・カントの哲学における用語。述語概念が主語概念に含まれていない判断を指す。数学の命題も総合判断であるが、これはアプリオリでもあることから、アプリオリな総合判断という。述語概念が主語概念に含まれている判断は分析判断という。